# Comunidad urbana Perpiñán Mediterráneo Metrópoli
La Comunidad urbana Perpiñán Mediterráneo Metrópoli (en francés Communauté urbaine Perpignan Méditerranée Métropole, en catalán Comunitat urbana Perpinyà Mediterrània Metròpoli) es una estructura intermunicipal francesa, situada en el departamento de los Pirineos Orientales, de la región Occitania.

## Historia
La Comunidad urbana Perpiñán Mediterráneo Metrópoli procede de la antigua Communauté de communes Têt Méditerranée, que se transformó en comunidad de aglomeración el 31 de diciembre de 2000, contando entonces con 6 municipios: Perpiñán, Bompas, Canet-en-Roussillon, Saint-Nazaire, Sainte-Marie y Villelongue-de-la-Salanque.
Con la inclusión de 11 nuevos municipios en 2003, Têt Méditerranée pasa a denominarse Perpignan Méditerranée.
En 2006 se incorporan cuatro nuevos municipios a Perpignan Méditerranée: Le Barcarès y Torreilles el 1 de enero, y Saint-Laurent-de-la-Salanque y Saint-Hippolyte el 13 de julio. El 1 de enero de 2007 se incorporaron Baixas, Calce y Saleilles.
El 1 de enero de 2016, se transformó en comunidad urbana.

## Composición
La comunidad urbana se compone de 36 comunas:
1. Baho
2. Baixas
3. Le Barcarès
4. Bompas
5. Cabestany
6. Calce
7. Canet-en-Roussillon
8. Canohès
9. Cases-de-Pène
10. Cassagnes
11. Espira-de-l'Agly
12. Estagel
13. Llupia
14. Montner
15. Opoul-Périllos
16. Perpiñán
17. Peyrestortes
18. Pézilla-la-Rivière
19. Pollestres
20. Ponteilla
21. Rivesaltes
22. Sainte-Marie-la-Mer
23. Saint-Estève
24. Saint-Féliu-d'Avall
25. Saint-Hippolyte
26. Saint-Laurent-de-la-Salanque
27. Saint-Nazaire
28. Saleilles
29. Le Soler
30. Tautavel
31. Torreilles
32. Toulouges
33. Villelongue-de-la-Salanque
34. Villeneuve-de-la-Raho
35. Villeneuve-la-Rivière
36. Vingrau